# Tunga penetrans
La nigua o pique (Tunga penetrans) es una especie de insecto sifonáptero de la familia Hectopsyllidae. Es un tipo de pulga que ataca la piel produciendo tungiasis. Afecta principalmente la piel de los pies; se introduce en ella y produce prurito intenso. Tiene un tamaño inferior a 1 mm, con cabeza grande y forma un ángulo con el vientre. Puede atacar a humanos, cerdos y otros animales domésticos.

## Nombres
Popularmente se le conoce como nigua, pique o «tũ» (en guaraní) (Argentina, Bolivia, Perú, Ecuador, Paraguay). En Brasil, a esta pulga se la conoce vulgarmente como pulga de areia, bicho do pé, bicho porco o jatecuba. En Colombia y Venezuela también se le llama nigua. En Estados Unidos y países americanos de lengua inglesa, "jigger", "chigoe flea", "sand flea" o "burrowing flea".

## Patología
Dado que las niguas pasan generalmente la mayor parte de su tiempo en suelos mojados y sucios, los humanos son más propensos a contraer estos parásitos en corrales de vacas y chanchos, o caminando descalzo o con sandalias por este tipo de suelos.
No obstante, como la mayoría de las pulgas, pueden saltar hasta 20 cm y llegar a otras partes del cuerpo, con preferencia por áreas de piel más blanda, como entre los pliegues de los dedos de los pies.

### Sintomatología
Tanto los síntomas como la forma del parásito son parecidos a las de una ampolla. Al inicio se siente comezón en el área infestada y conforme pasan los días se forma un nódulo donde se alberga el huésped y su puesta de huevos. La piel evoluciona de un color rojizo con picor a morado con dolor y va ennegreciendo mientras no se extraiga.